# Battaglia di Treponti
La battaglia di Treponti ebbe luogo il 15 giugno 1859 nel comune di Rezzato, quando Giuseppe Garibaldi, al comando dei Cacciatori agganciò la retroguardia austriaca, in ritirata verso le fortezze del Quadrilatero. Dopo sette ore di combattimento, gli austriaci proseguirono nel loro ripiegamento. Si trattò dell'unico scontro, fra tutti quelli combattuti durante la Seconda guerra d'indipendenza, dove l'esercito imperiale austriaco dominò su quello sardo.

## Premesse
Il 17 marzo 1859 Garibaldi assunse il comando dei Cacciatori.  Si trattava di una brigata leggera, di circa 3500 uomini, senza cannoni e senza cavalleria (ad esclusione degli esploratori), male armata ed equipaggiata, ma con l'uniforme dell'esercito piemontese, animata da forte spirito combattivo e guidata da ufficiali esperti, tutti reduci delle guerre del 1848-1849.

## Antefatti
Provenendo da Chivasso e passato in Lombardia da Sesto Calende, Garibaldi aveva liberato Varese ove veniva affrontato il 26 maggio dal tenente maresciallo Karl von Urban, uscito da Como. L'esercito austriaco si ritirò con perdite (battaglia di Varese).
Il 27 maggio i volontari sconfissero Urban nella battaglia di San Fermo ed entrarono a Como da Porta Sala. Da questa città, che nel frattempo aveva lasciato e ripreso, Garibaldi si diresse a Bergamo (8 giugno), e poi a Brescia (14 giugno) entrandovi da porta San Giovanni. La guarnigione austriaca aveva abbandonato il castello nella notte del 10 giugno: un drappello di Cacciatori, comandati dal tenente Pisani, era entrato in città nella notte del 12 giugno.
Tra il 9 e il 10 giugno un'avanguardia dei Cacciatori delle Alpi raggiunse Palazzolo e Iseo. Fino a quel momento, Garibaldi aveva condotto una campagna regolare, operando come ala sinistra vera e propria dell'esercito principale, il quale stava avanzando nella pianura. Il suo compito fu quello di avanzare occupando il territorio, liberando, man mano, tutte le città della fascia prealpina lombarda e attardandosi, se necessario, a sgomberare eventuali retroguardie austriache, restate a coprire il grande ripiegamento dell'esercito austriaco verso le fortezze del Quadrilatero.

## Le posizioni austriache
Il 12 giugno Urban entrò a Castenedolo e qui si accampò. Il 14 giugno impose alla municipalità la consegna di 15 000 razioni, minacciando, in caso di rifiuto, di mettere a ferro e fuoco il villaggio. Il giorno seguente ne pretese altre 16 000 e, non ottenendole, trattenne con sé due ostaggi, liberati solo dopo l'armistizio di Villafranca.

## L'ordine di marcia
Il giorno stesso del suo ingresso a Brescia, Garibaldi fu informato dell'avanzata dell'esercito franco-sardo, quindi uscì dalla città e si accampò a Sant'Eufemia della Fonte. Qui ricevette l'ordine di portare i Cacciatori su Lonato e di ripristinare il ponte del Bettoletto sul Chiese.
Le guide riferirono che la divisione austriaca di Urban era accampata a Castenedolo, in retroguardia rispetto al grosso, posizionato proprio attorno a Lonato.
La mattina del 15 giugno, prima dell'alba, Garibaldi comandò una marcia su quattro colonne:  la prima del Tur verso il ponte di Rezzato, la seconda di Cosenz sulla destra a difesa della strada Rezzato−Treponti, la terza di Medici indietro a difesa del bivio Bettole-Ciliverghe, una quarta con Garibaldi medesimo verso Bedizzole.

## L'assalto a Castenedolo

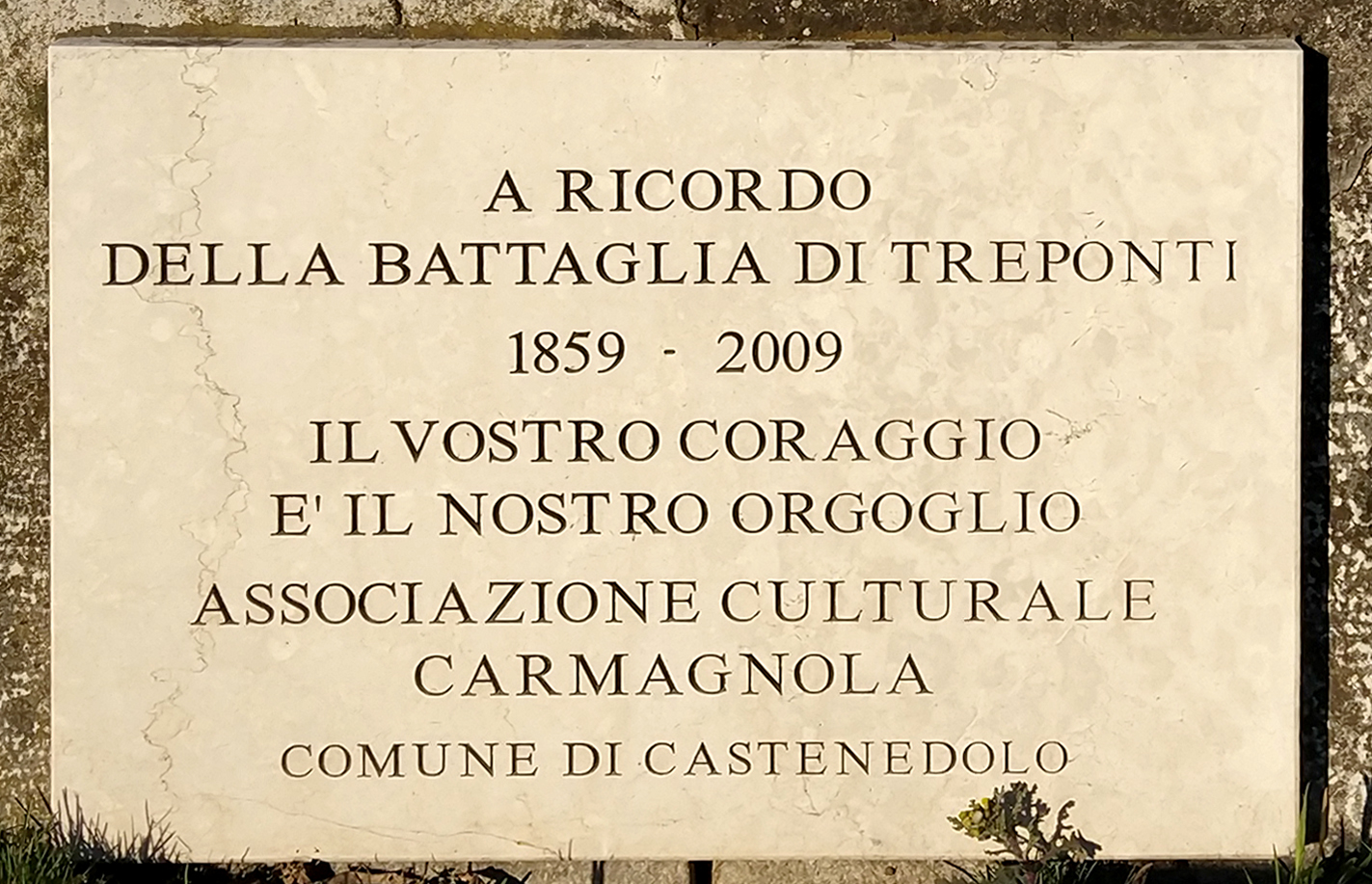
Targa commemorativa della Battaglia di Treponti

Verso le dieci, la seconda colonna prese contatto con gli austriaci tra Treponti e Castenedolo e si slanciò con impeto, facendovi retrocedere i quattromila soldati di Urban. Ma Cosenz si dovette accorgere di aver compiuto una mossa avventata, stante la forte superiorità numerica austriaca, e si fermò nei pressi di due cascinali appena conquistati.
Dalla sinistra Tur si accorse che grandi forze austriache stavano avanzando allo scopo di aggirarli, caricando in soccorso. Nella stessa fu ferito lo stesso Tur e cadde il capitano Narciso Bronzetti che si era comportato brillantemente nei precedenti scontri di Seriate, avvenuti il 10 giugno.
Garibaldi, informato dal capitano Camozzi, accorse sui posto e ordinò la ritirata, portandosi a gruppi in catena.
Durante la battaglia l'avanguardia di 1 400 volontari aveva caricato 4 000 austriaci, mentre sul terreno restavano 120 volontari morti, molti feriti e 70 prigionieri. Il tentativo di affrontare un nemico ben appostato e superiore per numero, fu da considerarsi fallito.

## La prosecuzione del ripiegamento austriaco
Gli austriaci, dopo sette ore di combattimento, furono incapaci di inseguire i volontari, e proseguirono nel loro ripiegamento, come da ordini, anche per non rischiare di essere accerchiati.
Il successivo 15 giugno, alle quattordici, i volontari entrarono a Castenedolo. Il giorno successivo furono raggiunti da uno squadrone dell'esercito Sardo. Il 17 giugno alle dieci Vittorio Emanuele II di Savoia entrò a Brescia.

## Localizzazione della battaglia
Lo scontro fu detto di Treponti, dell'omonima frazione del comune di Virle Treponti, oggi soppresso in quanto assorbito nel 1928 da Rezzato. I combattimenti tuttavia interessarono per la gran parte il territorio di Castenedolo.